# Irmgard Schwaetzer
Irmgard Schwaetzer (ur. 5 kwietnia 1942 w Münsterze) – niemiecka polityk i farmaceutka, w latach 1980–2002 deputowana do Bundestagu, w latach 1982–1984 sekretarz generalny Wolnej Partii Demokratycznej (FDP), w latach 1991–1994 minister zagospodarowania przestrzennego, budownictwa i rozwoju miast w czwartym rządzie Helmuta Kohla, w latach 2013–2021 prezes Synodu Kościoła Ewangelickiego w Niemczech.

## Życiorys
Po maturze odbywała staż w aptece w Warburgu. Studiowała farmację na uniwersytetach w Pasawie, Münsterze i Bonn, uzyskała uprawnienia farmaceuty i obroniła doktorat. W latach 70. pracowała w przedsiębiorstwie farmaceutycznym w Kolonii i Brukseli.
W 1975 wstąpiła do Wolnej Partii Demokratycznej. Pełniła funkcję sekretarza generalnego partii (1982–1984) i jej skarbnika federalnego (1984–1987). Od 1988 do 1994 była wiceprzewodniczącą FDP. W latach 1980–2002 sprawowała mandat deputowanej do Bundestagu. W 1987 została sekretarzem stanu w Federalnym Ministerstwie Spraw Zagranicznych. W 1991 przeszła na stanowisko ministra zagospodarowania przestrzennego, budownictwa i rozwoju miast w czwartym rządzie Helmuta Kohla, które zajmowała do 1994.
Po odejściu z parlamentu obejmowała różne funkcje w organizacjach pozarządowych i strukturach kościelnych. W latach 2013–2021 sprawowała stanowisko prezesa Synodu Kościoła Ewangelickiego w Niemczech. 